# Tenuipalpus kapoki
Tenuipalpus kapoki är en spindeldjursart som beskrevs av De Leon 1957. Tenuipalpus kapoki ingår i släktet Tenuipalpus och familjen Tenuipalpidae. Inga underarter finns listade i Catalogue of Life.